# Іванівка (Конотопський район)
Іва́нівка — село в Україні, у Новослобідській сільській громаді Конотопського району Сумської області. Населення становить 167 осіб. До 2020 орган місцевого самоврядування — Манухівська сільська рада.

## Географія
Село Іванівка знаходиться на правому березі річки Сейм, вище за течією на відстані 2 км розташоване село Манухівка, нижче за течією на відстані в 3,5 км розташоване село Волинцеве, на протилежному березі - село Піски. Річка в цьому місці звивиста, утворює лимани, річки Горн і заболочені озера (Баб'ївка). Навколо села багато іригаційних каналів.

## Історія
За даними на 1862 рік у власницькому селі Путивльського повіту Курської губернії мешкало 453 особи (231 чоловіків та 222 жінки), налічувалось 40 дворових господарств, існувала православна церква.
12 червня 2020 року, відповідно до розпорядження Кабінету Міністрів України № 723-р «Про визначення адміністративних центрів та затвердження територій територіальних громад Сумської області», село увійшло до складу Новослобідської сільської громади.
19 липня 2020 року, в результаті адміністративно-територіальної реформи та ліквідації Путивльського району, увійшло до складу новоутвореного Конотопського району.